# Chalil Bajdas
Chalil Bajdas (arab. ‏خليل بيدس‎, ur. w 1874 w Nazarecie, zm. w 1949) – palestyński nauczyciel, tłumacz i powieściopisarz okresu nahdy. Kuzyn ojca Edwarda Saida. 
Autor pierwszego udokumentowanego przypadku użycia słowa „Palestyńczycy” jako określenia oddzielnej tożsamości narodowej Arabów zamieszkałych w Palestynie. Umieścił je w przedmowie do jego tłumaczenia Opisu Ziemi Świętej Akima Olesnickiego w 1898 r.
Był prawosławnym chrześcijaninem i z tego powodu miał okazję zdobyć edukację w rosyjskojęzycznych szkołach przyklasztornych w jerozolimskim Migrasz ha-Rusim.